# Archipiélago de las Perlas
El archipiélago de las Perlas (también islas de las Perlas) son un grupo de alrededor de 39 islas y 100 islotes (muchas de ellas pequeñas y deshabitadas) ubicadas en el corazón del golfo de Panamá, a unos 48 km de las costas del istmo de Panamá y con una superficie total de 1165 km². Administrativamente todo el archipiélago pertenece al Distrito de Balboa, dentro de la provincia de Panamá.

## Toponimia
El nombre proviene de la abundancia de perlas que existía en la zona durante el período de dominio español; en esta zona se halló la famosa Perla Peregrina que poseyó Felipe II y que también fuera propiedad de la actriz Elizabeth Taylor hasta su fallecimiento, en el año 2011. 

## Biodiversidad
Por su increíble cantidad y diversidad de peces y especies marinas, este archipiélago es considerado uno de los mejores lugares de pesca deportiva en el mundo. Es también reconocido por ser un sitio para el avistamiento de cetáceos y anidamiento de tortugas. La isla de Pedro González tiene el sitio de anidamiento de pelícanos pardos más importante del continente.

## Geografía
Entre las islas más importantes del archipiélago se destaca en primer lugar la isla del Rey (234 km²), segunda isla más grande de Panamá. Esta isla de forma rectangular con una punta proyectándose al sur, se ubica al sureste del archipiélago. La población de San Miguel es la capital del distrito de Balboa y ciudad más populosa del archipiélago. También en esta isla se encuentran otras poblaciones como Ensenada, La Guinea y La Esmeralda.
La isla San José (44 km²), es la segunda en tamaño y la séptima a nivel nacional. Se encuentra al oeste de la isla del Rey, no posee poblaciones importantes. La isla de Pedro González es la tercera en tamaño y se encuentra justo al norte de San José; su principal población es el pueblo de Pedro González con una población de aproximadamente 200 personas. 
La isla Contadora, situada al norte del archipiélago, es conocida por su actividad turística y hotelera. Originalmente, esta isla era usada en tiempos de la conquista como lugar para hacer inventarios a los barcos que iban hacia España (de ahí su nombre). En esta isla se conformó el Grupo Contadora. También fue lugar del exilio del shá de Irán Mohammad Reza Pahleví en 1979.
La aerolínea nacional Air Panama ya no vuela entre la Ciudad de Panamá y las islas Contadora y San José. FlyTrip, una nueva aerolínea nacional, vuela los viernes y domingos. Mientras que Sea Las Perlas Ferry realiza viajes diarios a las islas Contadora y Saboga. Este ferry también va a Vivieros, San Miguel e Isla Bolaños. Hay algunas opciones de hoteles en Contadora que son en su mayoría hoteles boutique, bed and breakfast, posadas y algunas casas de vacaciones. Saboga, Isla Bolaños, Viveros e Isla San José tienen opciones de alojamiento.
Otras islas que conforman el archipiélago son Saboga, Bayoneta, Pacheca, Mogo Mogo, Gibraleón, Casayeta, Casaya, La Mina, Galera, Viveros, Cañas y San Telmo.

## Publicidad
El archipiélago apareció en tres episodios del reality show de televisión Survivor. Asimismo apareció en la segunda temporada de la versión israelí de Survivor, en el capítulo «Survivor 10: Pearl Islands» y en el reality colombiano El Desafío, la lucha de las regiones en Contadora de Caracol t.v., en 2008.
Además, aparece constantemente mencionado en el libro La mujer de los mil secretos de la escritora Barbara Wood, donde la protagonista era habitante del archipiélago.
La isla de Gibraleón fue elegida como escenario de las versiones alemanas e iberoamericanas del reality show La Isla